# The Good Girl (2002)
The Good Girl is een speelfilm uit 2002 met Jennifer Aniston en Jake Gyllenhaal. Geregisseerd door Miguel Arteta en geschreven door Mike White.

## Verhaal
Justine Last (Jennifer Aniston) leidt een saai, standaard leventje als caissière van de plaatselijke supermarkt Retail Rodeo. Ze is getrouwd met haar wiet-rokende man Phil (John C. Reilly). Dan ontmoet ze een nieuwe collega Thomas Worther (Jake Gyllenhaal), die zichzelf "Holden" noemt, als in Holden Caulfield, de hoofdpersoon van zijn favoriete boek The Catcher in the Rye. De twee raken bevriend en krijgen een affaire waar Justine troost in vindt, ook al dreigt haar huwelijk daaronder stuk te gaan, net als haar reputatie. Als de affaire in een obsessie verandert, moet Justine beslissen of ze deze levensstijl wil behouden of het achter zich laten.

## Inspiratie
Het verhaal is een moderne variant van Gustave Flauberts Madame Bovary
De film is geïnspireerd op Die Leiden des jungen Werthers, een lichtelijk autobiografische roman van Johann Wolfgang Goethe over zelfmoord en liefde van maar een kant. Dit is speciaal te zien aan Thomas' achternaam "Worther".

## Cast
- Jennifer Aniston als Justine Last
- Jake Gyllenhaal als Thomas "Holden" Worther
- John C. Reilly als Phil Last
- John Carroll Lynch als Jack Field
- Tim Blake Nelson als Bubba
- Zooey Deschanel als Cheryl
- Mike White als Corny